# Кіссавіарсук-33
Timersokatigigfik Kakortok Kissaviarsuk-33 або просто «Кіссавіарсук-33» (гренл. Timersokatigigfik Kakortok Kissaviarsuk-33) — професіональний ґренландський футбольний клуб з міста Какорток, у південній частині острова. Крім футбольного, в клубі також діють бадмінтонне та гандбольне відділення.

## Історія
Клуб було засновано 17 червня 1933 року в місті Какорток, у південній частині острова Ґренландія. За кількістю перемог у національному чемпіонаті (6) «К-33» посідають третє місце (після Б-67 (11) та Нагдлунгуаку-48 (10)). У сезоні 2011 року команда вийшла до фінальної частини чемпіонату, де на стадії півфіналу поступилася майбутнім чемпіонам Г-44 Кекертарсуаку з рахунком 0:3.

## Досягнення
- Кока-кола ҐМ
  -  Чемпіон (5): 1987, 1988, 1991, 1998, 2003
  -  Срібний призер (7): 1974, 1986, 1989, 1993, 1995, 1997, 2008
  -  Бронзовий призер (5): 1978, 1985, 1990, 1999, 2007

## Відомі гравці
- Апутсіак Хансен
- Ханс Кнудсен
- Єнс Кнуд Леннерт